# Pays-de-Montbenoît
Pays-de-Montbenoît è un comune francese di 1.914 abitanti situato nel dipartimento del Doubs nella regione della Borgogna-Franca Contea. È stato istituito il 1° gennaio 2025 dalla fusione dei precedenti comuni di Hauterive-la-Fresse, La Longeville, Montbenoît, Montflovin e Ville-du-Pont.